# Hvalbiartunnilin
Hvalbiartunnilin (túnel de Hvalba, en feroès) és el nom que s'aplica a dos túnels situats a l’illa de Suðuroy, a les illes Fèroe. El Hvalbiartunnilin original és el primer túnel que es va obrir a l'arxipèlag, mentre que el nou es va innaugurar el 2021. Tots dos túnels connecten els pobles de Hvalba i Trongisvágur. Els túnels estan gestionats per l'autoritat d'obres públiques Landsverk.

## Història
Abans de l'arribada del túnel, Hvalba i Trongisvágur estaven connectats per un sender a través del Krákugjógv. La construcció del Hvalbiartunnilin va començar el 1961 i es va inaugurar el 1963, com al primer túnel del país. Aquest primer túnel es va tancar el 8 de maig de 2021 amb l'obertura del nou túnel. L'antic túnel era un túnel il·luminat d'un sol carril, amb una longitud de 1.450 metres. A causa de la seva amplada limitada als 3,2 metres, els vehicles grossos no hi podien cricular.
El 2017 es va decidir substituir l'antic túnel per un nou. Aquest túnel, amb dos carrils i un desnivell de 4,5 metres, fa 2.500 metres de longitud. La perforació va començar el 27 de juny de 2019 i va acabar el 7 de juliol de 2020. Es va construir una nova carretera d'accés de 2,4 quilòmetres a la banda de Hvalba i una altra de 1,4 km a la banda de Trongisvágur. El túnel el va construir ArtiCon i LNS i va costar 272 milions de DKK. El túnel es va obrir el 8 de maig de 2021 amb una cerimònia, amb veterans i un comboi de camions dels que abans no podien accedir a Hvalba pel túnel antic. El vell túnel es val reutilitzar, tot i que de moment servirà com a connexió de seguretat per al trànsit quan el nou túnel estigui tancat per qualsevol motiu.
El nou Hvalbiartunnilin guanyaria una importància addicional si el túnel submarí Suðuroyartunnilin es construís entre Sandvík a Suðuroy i l'illa de Sandoy. Aquest túnel encara no s'ha començat a construir, tot i que hauria d’estar enllestit, segons els plans, cap al 2030. L'illa de Sandoy estarà connectada aviat amb la capital de les Fèroe, Tórshavn, i la resta del país a través del Sandoyartunnilin.
El camí entre Hvalba i Trongisvágur és una ruta de senderisme popular.